# ألان أونيل (لاعب كرة قدم أيرلندي)
ألان أونيل (بالإنجليزية: Alan O'Neill)‏ (27 أغسطس 1973 في جمهورية أيرلندا - ) هو لاعب كرة قدم أيرلندي في مركز الهجوم. لعب مع برمنغهام سيتي ونادي كورك سيتي وكوبه رامبلرز ‏.